# Dörfler-Filmproduktion
Dörfler-Filmproduktion war eine deutsche Filmproduktionsgesellschaft, die 1949 von Ferdinand Dörfler gegründet und durch zahlreiche Heimatfilme 1949–1959 bekannt wurde. Die Filme wurden in den Bavaria Filmstudios gedreht.

## Spielfilme
- 1951: Die Mitternachtsvenus
- 1951: Wildwest in Oberbayern
- 1952: Mönche, Mädchen und Panduren
- 1953: Die Nacht ohne Moral
- 1954: Das sündige Dorf
- 1955: Der doppelte Ehemann
- 1955: Der Frontgockel
- 1956: Die fröhliche Wallfahrt
- 1959: Besuch aus heiterem Himmel